# كولين جنكينز
كولين جنكينز (بالإنجليزية: Cullen Jenkins)‏ (و. 1981  م) هو لاعب كرة قدم أمريكية، من الولايات المتحدة، ولد في ديترويت، يلعب كطرف دفاعي ‏.

## التعليم
تعلم في Belleville High School (Michigan) ‏.